# La Gimond
La Gimond is een gemeente in het Franse departement Loire (regio Auvergne-Rhône-Alpes) en telt 240 inwoners (2005). De plaats maakt deel uit van het arrondissement Montbrison.

## Geografie
De oppervlakte van La Gimond bedraagt 3,3 km², de bevolkingsdichtheid is 72,7 inwoners per km².
De onderstaande kaart toont de ligging van La Gimond met de belangrijkste infrastructuur en aangrenzende gemeenten.

## Demografie
Onderstaande figuur toont het verloop van het inwonertal (bron: INSEE-tellingen).